# Ужас
Вижте пояснителната страница за други значения на Ужас.
Ужасът е чувство, което се проявява като комбинация от страх, стъписване, отвращение и погнуса. Бива предшестван от неприятно предчувствие, че ще бъде видяно или изпитано нещо лошо. Чувството ужас може да бъде изпитано, когато бъде осъзнато или изживяна потресаваща случка, в негативен аспект.